# استایرن اکسید
استایرن اکسید (به انگلیسی: Styrene oxide) با فرمول شیمیایی C۸H۸O یک ترکیب شیمیایی با شناسه پاب‌کم ۷۲۷۶ است. که جرم مولی آن 120.15 g/mol می‌باشد. شکل ظاهری این ترکیب، مایع بی‌رنگ تا زرد روشن است.